# 망상동
망상동(望祥洞)은 대한민국 강원특별자치도 동해시의 행정동이다.

## 개요
망상동은 도시형(사문)지역과 농촌형(망상) 지역으로 1998년 통합되었다. 강릉 지역과 경계는 접하고 있는 관문으로 망상해변, 망상오토캠핑 리조트 등으로 관광 산업도 발전해 있다.
1648년 조선 인조 26년 강동부 망상리가 설치되었고, 1705년 조선 숙종 32년 망상리를 망상면으로 변경하였다. 1942년 강릉군 망상면이 묵호읍으로 승격되었고, 1980년 4월 1일 동해시 승격과 동시에 망상동으로 분리되었다. 1998년 11월 2일 동해시 사문동과 통합하여 현재에 이르고 있다.

## 법정동
- 망상동(望祥洞)
- 발한동(發翰洞)
- 초구동(草邱洞)
- 심곡동(深谷洞)
- 괴란동(槐蘭洞)
- 만우동(晩遇洞)

## 교육
- 묵호초등학교
- 망상초등학교

## 기관
- 서울대학교 동해해양연구소

## 관광
- 노봉해수욕장
- 망상해수욕장